# 梅村甚太郎
梅村 甚太郎（うめむら じんたろう、1862年12月23日〈文久2年11月3日〉 - 1946年〈昭和21年〉3月21日）は、日本の教員、本草学者。伊勢や名古屋の本草学者に本草学を学び、東海地方を中心として日本各地で教壇に立つ傍ら、熱心に植物採集を行い、高名な植物学者と親交を結んだ。東海地方で博物学会の創設に携わり、愛知県の史蹟名勝天然紀念物調査委員も長年務めた。自費出版を行って植物誌や薬用動植物に関する著作を多数残し、富士山の植物相や桜の研究で知られる。

## 経歴
梅村甚太郎は、1862年12月23日（文久2年11月3日）に志摩国鳥羽で梅村甚太夫の長男として誕生した。1870年（明治3年）、鳥羽藩校の尚志館に入り、その後三重県尋常師範学校に進んで1881年（明治14年）に卒業する。四日市の小学校に数年勤めた後、1884年（明治17年）頃には松阪で私塾を開き、数学や英語を教えた。
一方で、多気郡相可の本草学者西村広休について本草学を学び、後には伊藤圭介や北勢の丹波修治に教えを受けた。丹波の開く博物会に、標本を出品したり、また、牧野富太郎に標本を送っては質問するなどして、勉学に励んだ。
1889年（明治22年）頃より福島中学校の教諭となり、1891年（明治24年）には中等学校植物科の検定試験に、その後動物科の検定試験にも合格し教員免状を取得、以後は東海地方を中心に、各地の師範学校、中学校、女学校、商業学校、国学院で教鞭を採り続けた。
1890年（明治23年）には郷里に三重博物学会を設立。愛知第一師範学校時代の1902年（明治35年）には、名古屋博物学会の創設に携わり、後には会長を務め、名古屋市会に植物園と標本庫の設置要望を提出し、大岩勇夫・名古屋市長からその候補地選定の相談を受けるなど、東山植物園開園に大きくかかわった。また、愛知県の史蹟名勝天然紀念物調査委員として、長年にわたり調査報告を行い、希少動植物の天然記念物指定やその保全に尽力した。
教壇に立つ傍ら、植物誌や薬用動植物に関するものを中心に、多くの論著を執筆し、書籍の多くは任他楼という屋号で自費出版により刊行した。晩年は、身辺雑記や社会の出来事について綴った「任他楼誌」を例年発行していた。
太平洋戦争末期は静岡県に疎開をしており、終戦後名古屋へ戻ったが、戦災により多数の貴重な標本や蔵書を焼失し、失意のうちに倒れ、1946年（昭和21年）3月21日に亡くなった。享年85。

## 事績

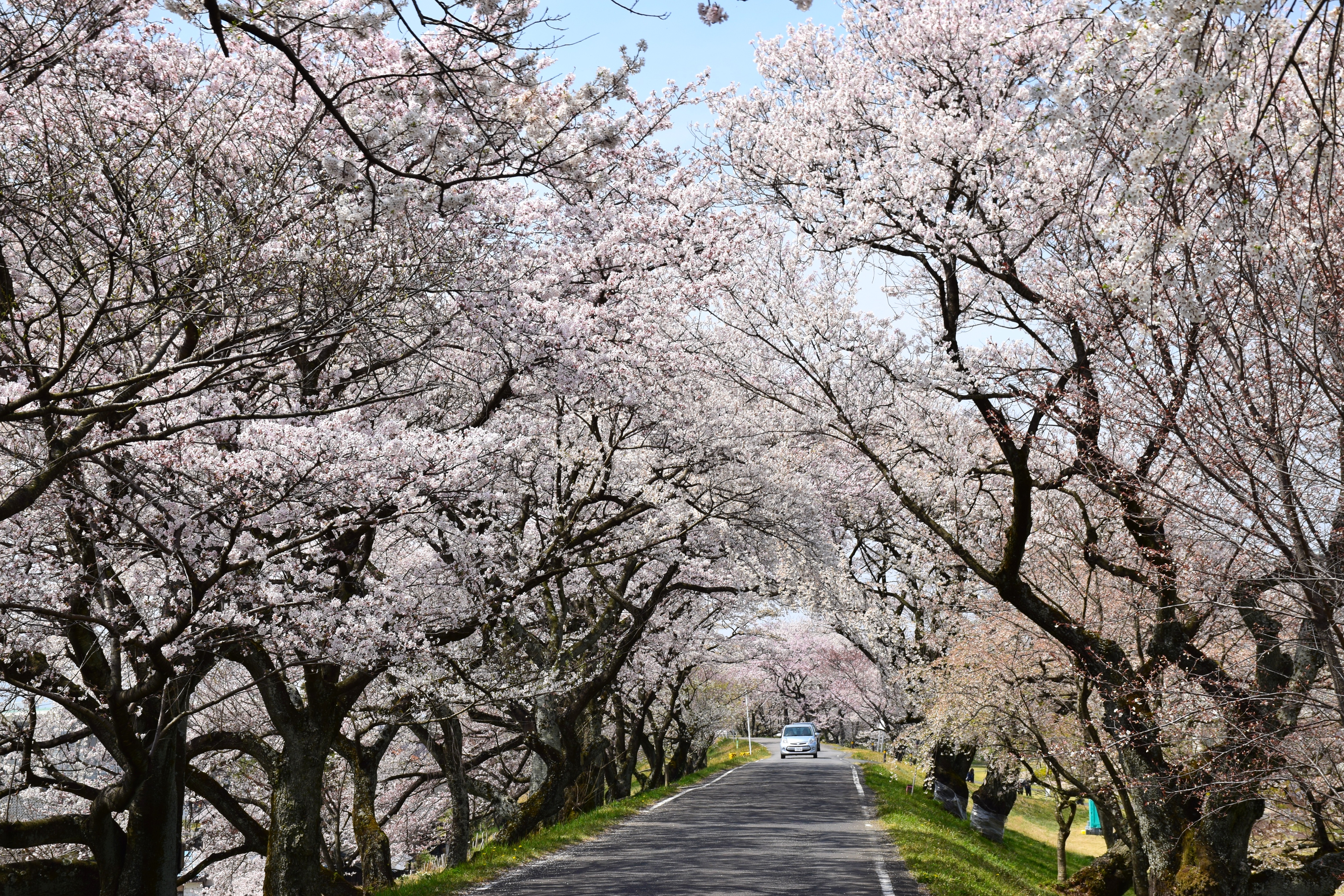
梅村が名勝指定に尽力した木曽川堤の桜。

本草学者としての梅村甚太郎は、伊藤圭介の最後の弟子とか、最後の本草家といわれる。
梅村は富士山の植物相に強い興味を抱き、繰り返し登山しては植物の採集を行って『富士山植物目録』（東洋社、1902年）、次いで『富士山植物誌』（任他楼、1923年）を出版し、高山植物の研究で知られる植物学者・武田久吉に絶賛された。また、桜の研究でも知られ、『櫻誌』（梅村甚太郎、1932-1939年）を著し、「桜博士」三好学とも交流があった。
梅村は「ブッポウソウ」と鳴く鳥がブッポウソウではなくコノハズクだと明らかになった一連の経緯とも関わっており、名古屋放送局が鳳来寺山から「仏法僧鳥」の鳴き声を中継した際に、俳人松瀬青々、荻原井泉水と鼎談し、後日学術文献等から「仏法僧」の本態を明らかにした『佛法僧漫錄』（梅村甚太郎、1935年）という小冊子を作成、広く配布した。

### 著作
その他、梅村甚太郎の主な著作には以下のようなものがある。
- 『昆虫植物採集指南』進振堂 1889年
- 『常用救荒飲食界之植物誌』永昌堂 1906年
- 『新編食用植物誌』成美堂 1911年
- 『民間薬用植物誌』任他楼 1916年
- 『普通有毒植物誌』名古屋丸善書店 1917年
- 『吾帝國に珍らしき愛知縣産の草木の話』任他楼 1920年
- 『東邦薬用動物誌』任他楼 1925年
- 『名勝及天然紀念物鳳来寺山植物誌』任他楼 1935年
- 『時局本草』正文館 1942年
- 『昆虫本草』正文館 1943年

## 人物
梅村は洒落を得意とし、植物の名称を洒落に結び付けて覚える方法を弟子によく披露したという。また、能書であり、詩作、特に狂歌に長け、恩師に倣って蘭泉という雅号で歌を詠んでは自著にも掲載した。写真も巧みで、著作巻頭の図版に自ら撮影した写真を掲載した。
梅村には3男2女の5人の子がいたが、病気と戦争のためそのうち4人に先立たれている。残った次女の雪は梅村を最期まで看護し、1986年には梅村の日記をまとめた『梅村甚太郎日記抄』を編纂し出版した。
梅村の名前にちなんで、植物学者小泉源一は愛知県のイツマデナシに Pyrus umemurana Koidz.、岐阜県のホケナシに Pyrus jintaroana Koidz. という学名を付けている。